# キム・ビョラ
キム・ビョラ（女性、漢字: 金- -、ハングル: 김별아、1969年 - ）は、大韓民国江原道江陵市出身の小説家。日本ではキム・ビョルアの表記も用いられている。

## 経歴
1969年、江陵市内にて1男1女の長女（第1子）として誕生した。両親はともに教師として働いていた。学生時代は彼女が小学生時代に父親が購入した世界名作全集をはじめ、多くの書物を読みふける「本の虫」であった他、10年連続学級委員長を務めた経験を持つ模範生でもあった一方で、文学志望の仲間と酒やタバコをたしなむ一面もあった。江陵女子高等学校入学後は「『中二病』にかかって海外文学ばかり読んでいた」中学生時代から一転し、李清俊や李文烈の作品を中心に現代小説を読むようになったと、キム・ビョラ本人は後にインタビューで振り返っている。高校2年次より、同高の地理担当教員であった詩人シン・スングンが主催する文学サークルに参加し、文学修行を積んだ。
1988年に延世大学校国語国文学科に入学。1991年、第1回青年深山文学賞を受賞した。同大卒業後はコピーライターとして広告会社に入社したが、1日だけ出社した後退職している。
1992年、小説集『新村ブルース』（신촌 블루스）を出版。1993年、雑誌「実践文学」に中編小説『閉じた門の外の風音』（닫힌 문 밖의 바람소리）を発表した。公式には『閉じた門の外の風音』が小説家としてのデビュー作だとされている。デビューから約10年間は自らの体験に基づいた作品を執筆した。この時期の作品には、『個人的体験』（개인적 체험、1999年）、『私の心のポルノグラフィ』（내 마음의 포르노그라피、2000年）、『サッカー戦争』（축구전쟁、2002年）などがある。
1994年、24歳の時に結婚し、2年後に長男を出産した。結婚、出産を経験した後、自らの個人的経験のみに基づいて執筆する事について限界を感じるようになり、悩んだ末歴史的題材を基に小説を書くことを決意した。2002年、歴史小説を含む小説集『夢の不足』（꿈의 부족）を出版。2005年には『花郎世記』中に登場する新羅中期の王族の女性美室を題材とした『ミシル』（미실）を発表。同作品により第1回世界文学賞を受賞した。更に同年、李氏朝鮮第6代国王端宗の王妃定順王后を描いた『永遠の別れ 永離別』（영영이별 영이별）を出版した。同作品は2015年に朗読劇化されている。
以後、文禄・慶長の役の最中、日本側の武将を道連れに川に飛び込んだ妓生論介の生涯を取り上げた『論介』（논개、2007年）、大韓民国臨時政府下で要職を歴任した政治家・民族主義者金九を取り上げた『白凡』（백범、2008年）、日韓併合期初期の社会活動家朴烈と内縁の妻金子文子を取り上げた『常磐の木 金子文子と朴烈の愛』（열애、2009年）、文宗の2番目の妃であった純嬪奉氏の同性愛スキャンダルを題材とした『彩紅』（채홍、2011年）、世宗治世下、不倫が理由で死刑に処せられた下級役人の妻を描いた『炎の花』（불의 꽃、2013年）、成宗治世下、多くの男性と関係を持ったとされる王族の女性朴於宇同を題材とした『於宇同、愛に死す』（어우동, 사랑으로 죽다、2014年）などの作品を発表した。